# Aleksej Djatjenko
Aleksej Vladimirovitj Djatjenko (ryska: Алексей Владимирович Дьяченко), född den 11 november 1978 i Leningrad i Sovjetunionen (nu St Petersburg i Ryssland), är en rysk fäktare som tog OS-brons i herrarnas lagtävling i sabel i samband med de olympiska fäktningstävlingarna 2004 i Aten.